# Biblioteca Global de Materiales de Entrenamiento en Salud Ambiental y Ocupacional (GeoLibrary)
La Biblioteca Global de Materiales de Entrenamiento en Salud Ambiental y Ocupacional (GeoLibrary, por sus siglas en inglés) es una base de datos de recursos en temas de seguridad y salud laboral y salud ambiental. La GeoLibrary está dividido en tres secciones: 
- Materiales Ambientales
- Materiales en Salud Ocupacional

- Salud Laboral en la Carretera.[1]

## Biblioteca digital
La GeoLibrary es un proyecto de colaboración con la Organización Mundial de la Salud (“OMS”), y forma parte de su estrategia titulada “Salud ocupacional para todos.”  La responsabilidad de construir y mantener la biblioteca fue asumida por los Centros de los Grandes Lagos para la Seguridad y Salud Ocupacional y Ambiental, una parte de la Escuela de Salud Pública en la Universidad de Illinois, Chicago.   
Con su enfoque en recursos educativos y de capacitación, la biblioteca proporciona acceso a herramientas prácticas, materiales de capacitación, cursos completos, documentos técnicos, documentos en política administrativa y artículos en revistas.  Todos los recursos son de dominio público y accesibles sin ningún costo por el usuario. Los materiales están disponibles en seis idiomas (inglés, español, francés, ruso, chino y árabe) y proceden de una gran variedad de fuentes (organizaciones internacionales, institutos y agencias gubernamentales, instituciones académicas, corporaciones, sindicatos y organizaciones no gubernamentales). 
La construcción de la biblioteca fue posible gracias al soporte del Fondo de Laboratorios Abbott, el Centro Nacional de Salud Ambiental (NCEH), el Centro Internacional Fogarty de los Institutos Nacionales de la Salud (NIH) y el Programa de Entrenamiento del Instituto Nacional para la Seguridad y Salud Ocupacional (NIOSH).
Los apoyos en especie fue proveído por NIOSH, el Instituto Nacional de las Ciencias de Salud Ambiental (NIEHS), la Agencia de Protección Ambiental de los Estados Unidos (EPA) , la Agencia para Sustancias Tóxicas y el Registro de Enfermedades (ATSDR), la Universidad de Iowa, y otros colaboradores.

## Secciones

### Materiales ambientales
Dedicada a los recursos de salud ambiental, proporciona materiales educativos y de capacitación en los temas siguientes: peligros físicos, químicos y biológicos; bioterrorismo; desastres naturales y ambientales; práctica en salud ambiental; y gestión ambiental, entre otros.
Como una respuesta al desastre del terremoto en Haití en enero de 2010, la GeoLibrary coordinó con la Organización Panamericana de la Salud (“OPS”) una petición a sus centros colaboradores para recursos e información general.  El resultado fue la creación de una categoría titulada “Enfoque especial: Haití,” la cual tiene recursos específicos para respuestas de emergencia en casos de desastres ambientales. Los materiales incluyen documentos en inglés, francés y español, los cuales fueron agregados tras el terremoto en Chile en febrero de 2010.

### Materiales en salud ocupacional
Dedicada a seguridad y salud ocupacional proporciona materiales educativos y de capacitación en los temas siguientes: exposiciones a peligrosos físicos, psicosociales, químicos y biológicos; efectos adversos para la salud; peligros específicos en distintos sectores económicos; y estrategias de control, entre otros.
En 2009, la GeoLibrary colaboró con la OPS para centralizar recursos de emergencia para individuos expuestos al virus Influenza A (H1N1) en el lugar de trabajo.  El resultado fue la creación de una categoría titulada “Tema Particular – H1N1.”  Incluidos en esta categoría están los materiales relevantes para negocios/empresas, trabajadores agrícolas, instituciones académicas, hospitales y clínicas, trabajadores en laboratorios, y trabajadores de la industria turística. 

### Especialidad: Salud laboral en la carretera
Colaborando con NIOSH, esta sección fue añadida para proporcionar materiales educativos y de capacitación a empleadores y trabajadores expuestos a peligros en la carretera. La sección también ofrece información para sectores económicos particulares (transporte, construcción, servicios, comercio al por mayor y fabricación), estadísticas de choques e información de políticas públicas.